# Agapornis personatus
L'inseparabile mascherato (Agapornis personatus Reichenow, 1887) è un uccello appartenente alla famiglia Psittaculidae, originario della Tanzania, ma introdotto anche in Burundi e Kenya.

## Descrizione
La colorazione base è verde,  testa e faccia sono bruno nere, sottogola e gola sono rosso-arancio: sul petto è evidente un collare giallo vivo che si chiude dietro il collo e sfuma sul dorso.
Il codione è blu intenso, la coda è verde scuro con una piccola banda gialla sui lati; le ali sono verde metallico con sfumature grigio nere sulle penne primarie.
È evidente un anello perioftalmico nudo e bianco; la cera, di colore pure bianco spicca sul becco rosso vivo. L'iride è marrone-nera e le zampe grigio-chiare. I giovani pullus presentano un becco arancio-rosa che nel corso dell'accrescimento varierà nel tipico rosso.
Maschio e femmina non presentano alcun dimorfismo sessuale.

## Biologia
La loro dieta consiste prevalentemente in semi, frutta fresca e vegetali. 

### Riproduzione
La femmina si procura rametti ed altro materiale per preparare il nido (in cattività per comodità si utilizza salice ed olivo); ultimata la preparazione depone da 2 a 9 uova (media 4-5) e le cova, aiutata dal compagno, per 23-24 giorni; i piccoli balzano fuori dopo 45 giorni di vita; ciò nonostante rimangono con i genitori per altri giorni al fine del completamento dello svezzamento ed il raggiungimento della piena autonomia.

## Allevamento

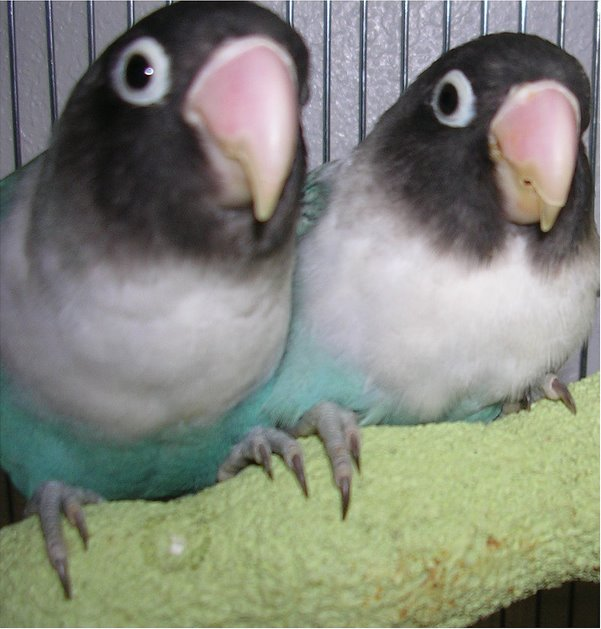
Agapornis personatus personatus, mutazione blu

Devono essere tenuti in una gabbia di almeno 60x40 cm per consentire loro piccoli voletti, in quanto prediligono gabbie a sviluppo orizzontale. È fortemente raccomandato fornire loro dei giocattoli nella gabbia in modo tale che non si annoino. Sono animali sociali, necessitano di vita di coppia (maschio-femmina oppure maschio-maschio) oppure in gruppo qualora le dimensioni della voliera lo consentono.

### Vita in cattività
L'A. personatus è oggi molto diffuso, disponibile per molti anni solo nella colorazione del selvatico (vedi descrizione), cosiddetta ancestrale, è attualmente disponibile in molti colori (mutazioni).
Robusto e frugale si adatta sia alle gabbie tenute in casa, sia alle voliere da giardino dove, con adeguata protezione, può trascorrere l'inverno all'aperto; è una specie che rivela modelli comportamentali diversi, infatti quasi sempre vive in colonie folte e mostra un alto grado di socialità, ma vi sono coppie che si mostrano territoriali e, a volte, aggressive, preferendo vita appartata.
L'inseparabile mascherato convive bene con altri inseparabili di diversa specie, (soprattutto con A. fischeri e A. lillianae), sebbene l'incrocio di queste specie genera ibridi fertili. Fortemente sconsigliata è la convivenza con altre specie di pappagallo in quanto, soprattutto le femmine di A. personatus, si rivelano territoriali ed aggressivi.
Tutti gli inseparabili, tranne il faccia rosa (A. roseicollis declassato nel novembre 2005), sono citati nell'allegato B della Convenzione di Washington stipulato a protezione degli organismi viventi della Terra: devono, quindi, essere muniti dell'anello regolare ed inamovibile (F.O.I., F.E.O. od altro anello a numerazione univoca) che attesta la nascita in allevamento e di regolare documentazione CITES, in assenza di tale attestazione la detenzione non sarà possibile ed eventualmente sanzionabile dagli organi competenti, quale il Corpo Forestale dello Stato.